# Rush-Hour des Lebens

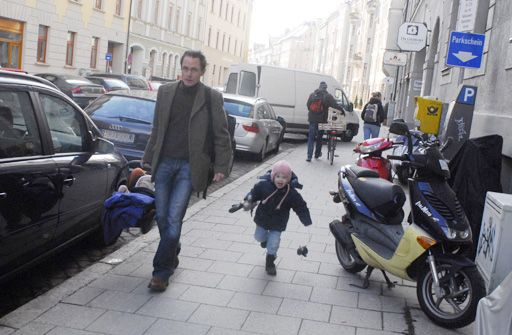
Ein Vater mit seinen Kindern auf dem Weg zur Arbeit. Davor gilt es noch die Zwischenstationen Kinderkrippe und Kindergarten im morgendlichen Berufsverkehr zu absolvieren

Der Begriff Rush-Hour des Lebens (abgeleitet von rush hour, Hauptverkehrszeit; engl. rush hour of life) bezeichnet in der Familienpolitik und der Soziologie eine Lebensphase vom Abschluss der Berufsausbildung bis zur Lebensmitte, einschließlich der Phase der Familiengründung. Der Begriff bringt zum Ausdruck, dass durch späteren Berufseinstieg/Karrierebeginn (unter anderem durch vermehrte höhere und damit längere Ausbildungen) einerseits und weitgehend festgelegtes Ende der Zeit für Familiengründung andererseits beides, also Berufseinstieg und -aufstieg und Familiengründung, immer öfter gleichzeitig und in kürzerer Zeitspanne zu bewältigen sind. Insbesondere wird daher auch diejenige Lebensphase dazu gerechnet, in der Kleinkinder im Haushalt zu versorgen sind. Die Vereinbarkeit von Familie und Beruf erscheint daher in dieser Lebensphase von besonderer Bedeutung. Die genaue Zeitspanne der Rush-Hour des Lebens wird nicht einheitlich angegeben: zumeist wird von einem Lebensalter von Mitte 20 bis Ende 30 gesprochen; der Begriff wird aber auch für eine längere oder kürzere Zeitspanne verwendet.
Die Verwendung des Begriffs stellt die zeitliche Verdichtung bezüglich der Lebensereignisse junger Erwachsener heraus. Zudem wird das Erfordernis der Koordination der Berufstätigkeit zweier Partner als kennzeichnend für diese Lebensphase genannt.
Größere Bekanntheit erlangte der Begriff in Deutschland mit der Veröffentlichung des Siebten Familienberichts der Bundesregierung, der auf die Verwendung des Begriffs durch Michael Bittman und James Mahmud Rice (2000) Bezug nimmt. In dieser Phase träfen zahlreiche Lebensaufgaben innerhalb weniger Jahre aufeinander; so würden „berufliche Konsolidierung, Beziehungsintensität, Kinder großziehen und die Pflege alter Eltern immer wieder problematisch aufeinanderstoßen“. Der zeitlichen Verdichtung innerhalb einer bestimmten Altersphase wird ein wesentlicher Einfluss auf die demografischen Entwicklung in Deutschland zugeschrieben.

## Ursachen, Zusammenhänge und politische Handlungsalternativen
In Deutschland sei der Zeitdruck in der „Rush-Hour des Lebens“ zwischen 27 und 35 Jahren besonders groß. Eine ähnliche Rush hour gebe es zwar in allen hoch entwickelten Industrienationen im Zusammenhang mit Investitionen in die Ausbildung junger Erwachsener, in Deutschland, so der Siebte Familienbericht, sei sie aber „vermutlich besonders ausgeprägt, weil das deutsche Ausbildungssystem, insbesondere in den akademischen Berufen, anders als die Systeme in anderen Ländern, bisher noch keine Stufungen kennt, sondern grundsätzlich das höchste erreichte Ausbildungsniveau die Zugänge zum Berufssystem definiert“. Insbesondere Akademiker hätten nur wenige Jahre für wichtige Lebensentscheidungen zur Verfügung. Diese Zeitknappheit begründe sich auch darin, dass es kaum Möglichkeiten gebe, Familiengründung und Studium zu verknüpfen. Hinzu komme die ökonomische Abhängigkeit junger Erwachsener von ihren Eltern, die jungen Erwachsenen lange Zeit keine Chance gebe, über die eigene Zukunft zu entscheiden.
Insbesondere in den nordeuropäischen und angelsächsischen Staaten könnten Ausbildungsabschlüsse zu unterschiedlichen Lebenszeiten erworben werden, so dass Erwachsene vergleichsweise früh die eigenen Lebenspläne im Lebenslauf flexibel gestalten könnten. Eine „nachhaltige Familienpolitik“ im Sinne des Verfassers des Siebten Familienberichts, Hans Bertram, erfordert insbesondere Maßnahmen der Bildungspolitik zur Entzerrung der Rush-Hour des Lebens.
Der Siebte Familienbericht stellt die Rush-Hour des Lebens zudem in Zusammenhang mit dem Wandel der Erwerbsmuster:

„Bedingt ist diese Zeitverdichtung im Lebenslauf im Wesentlichen durch nach wie vor gültige Strukturmerkmale von Berufen und Karriereerfordernissen, die entlang des fordistischen Musters des „normalen“ männlichen, von Fürsorgearbeit freigesetzten und kontinuierlichen Erwerbslebens in die Institutionen von Bildung, Ausbildung und Arbeitsmarkt eingeschrieben sind. Verbunden sind diese Muster mit Anwesenheitszwängen im Betrieb, der Bereitschaft zu (über)langen Arbeitszeiten und zu Mobilität […]. Konnten Männer diesen strukturellen Erfordernissen des Arbeitsmarktes solange relativ problemlos nachkommen, wie Fürsorgearbeit im Rahmen der tradierten Arbeitsteilung von Frauen übernommen wurde, so entstehen mit zunehmender Erwerbstätigkeit von Frauen nicht nur zeitliche Engpässe im Alltag, sondern auch Koordinationsprobleme von Erwerbsverläufen auf Paarebene. Verbunden sind diese – auf dem Hintergrund des am Haupternährermodell orientierten Systems der Besteuerung von Einkommen sowie der sozialen Sicherung – mit Benachteiligungen von Frauen in der Einkommensverteilung bis hin zu ihren Rentenbezügen.“

In einer Veröffentlichung des Bundesfamilienministeriums zum Siebten Familienbericht heißt es zur demografischen Lage:

„Das eigentliche Problem in Deutschland ist jedoch nicht die hohe Kinderlosigkeit, sondern die geringe Quote an Mehrkinderfamilien, die die Kinderlosigkeit ausgleichen könnte. Die entscheidende Ursache liegt in der spezifisch deutschen Planung des Lebenslaufs. Seine strenge Dreiteilung in Ausbildung, Beruf und Rente führt deshalb zu einer „Rushhour des Lebens“: In kurzer Zeit muss alles auf einmal geschafft werden, einen Partner finden, den Berufseinstieg schaffen, Kinder bekommen, ein Haus bauen.“

Im Siebten Familienbericht heißt es, es sollten nicht „bestimmte Lebensphasen zu einer vollständigen Überlastung und Überforderung führen und andere Lebensphasen ohne gesellschaftliche Teilhabe als reine Freizeit außerhalb der Gesellschaft organisiert werden“. Für Männer und Frauen sei eine Entzerrung des Lebenslaufs erforderlich, und zu diesem Zweck seien altersintegrierte Modelle des Lebenslaufs zu entwickeln. Eine solche Neuausrichtung müsse berücksichtigen, so die Bildungsökonomin C. Katharina Spieß, „dass Familienmitglieder zu unterschiedlichen Zeitpunkten eine Erwerbstätigkeit unterbrechen, reduzieren oder wieder aufnehmen wollen“.
Krankenkassen weisen auf die Zunahme psychischer Erkrankungen während der Rush-Hour des Lebens hin, bis hin zum Burnout. Im Lebensalter zwischen dreißig und fünfzig Jahren seien Menschen besonders gefährdet.
Als Anpassung an den sozialen Wandel werden Änderungen am Sozialversicherungssystem gefordert, da Erwerbsverläufe vielfältiger werden, sich die soziale Absicherung aber weiterhin an der Absicherung im Fall von Einkommensausfall im Rahmen eines Normalarbeitsverhältnisses orientiere.